# Верхнее Юлдашево
Верхнее Юлдашево (баш. Үрге Юлдаш) — деревня в Илишевском районе Республики Башкортостан Российской Федерации. Входит в состав Ябалаковского сельсовета.

## География

### Географическое положение
Расстояние до:
- районного центра (Верхнеяркеево): 30 км,
- центра сельсовета (Ябалаково): 5 км,
- ближайшей ж/д станции (Буздяк): 137 км.

## Население
| 2002 | 2009 | 2010 |
| ---- | ---- | ---- |
| 251  | ↘241 | ↘216 |

Национальный состав
Согласно переписи 2002 года, преобладающая национальность — башкиры (96 %).